# Шворінь

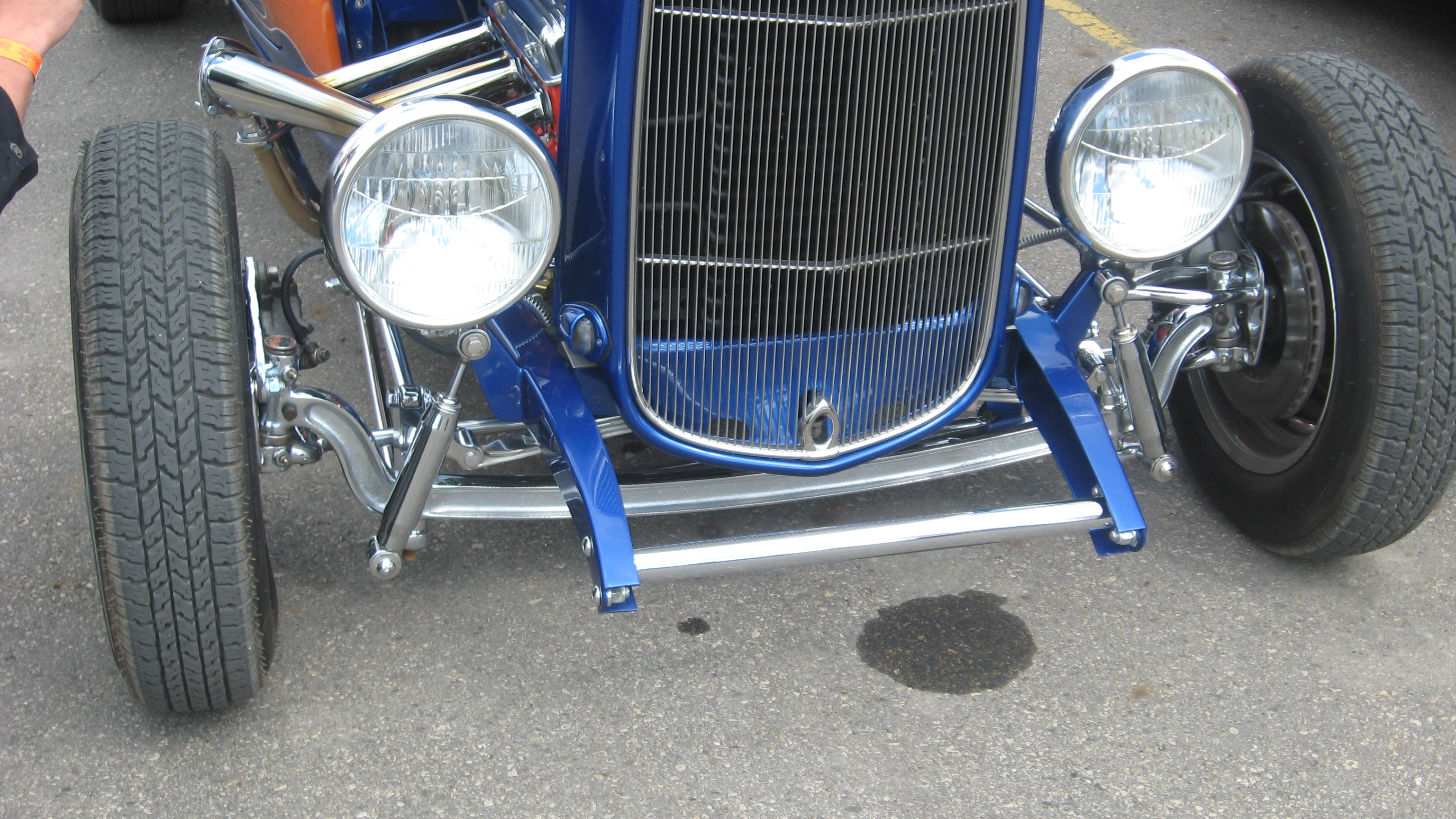
Передній міст зі шворневими вузлами на кінцях. «Форд»-купе 1932 року.

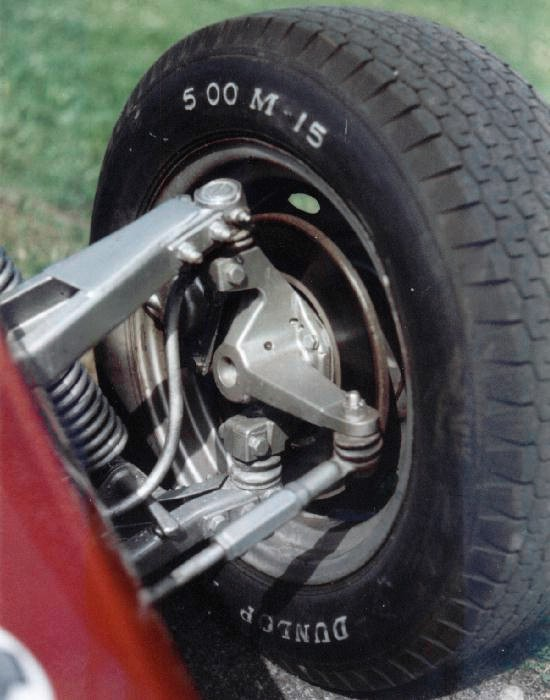
У сучасних моделях авто у підвісці зазвичай використовують кульові шарніри

Шво́рінь, рідко шкво́рінь, заст. швірень (прасл. *sъvorьnь, утвореного від дієслова *sъverti — «зімкнути», «замкнути») — стрижень шарніра поворотного з'єднання частин транспортних засобів. У вужчому розумінні слова — вісь повороту керованого колеса автомобіля чи іншого транспортного засобу.
У конструкціях возів шворінь — це болт або стрижень, за допомогою якого кріпилась вісь передніх коліс. З появою трапеції Аккермана стали використовуватися два шворні, розташовані ближче до маточин: на них поверталися поворотні кулаки.

## Техніка
У тепловозах, електровозах і вагонах використовують шворінь з вертикальною віссю для з'єднання колісних візків між собою і з рамою машини.

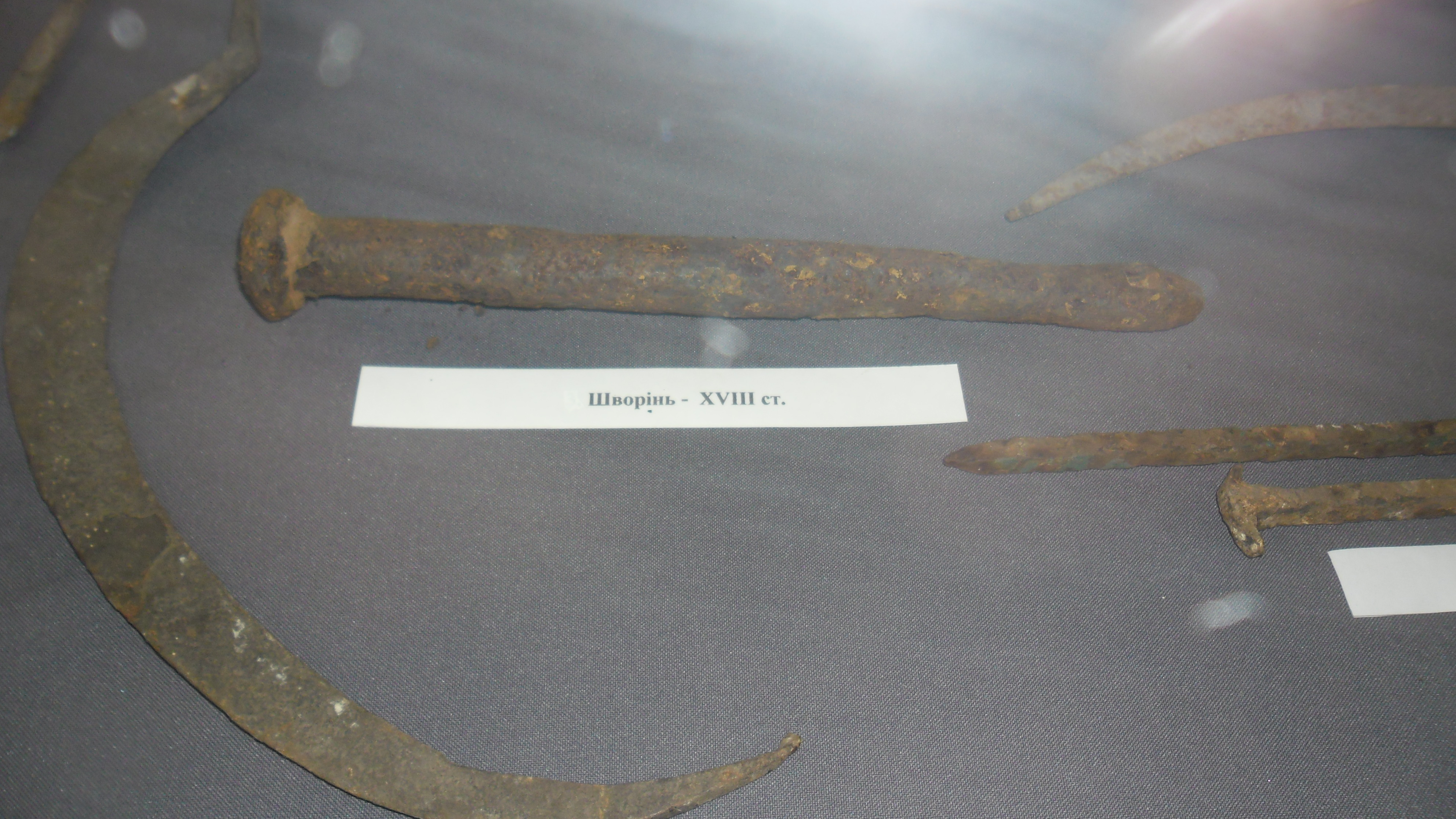
Шворінь воза ХVIII ст.

На автомобілях у ранніх конструкціях це була реальна вісь у вигляді стрижня із загартованої сталі, через яку маточина колеса кріпилась до балки моста. Починаючи з п'ятдесятих років XX століття на легкових автомобілях шворінь у вигляді самостійного елемента підвіски передніх коліс стали поступово замінювати на кульові шарніри, які з'єднували поворотний кулак з важелями підвіски і забезпечували завдяки наявності двох ступенів свободи як її ходи стиснення і відбою, так і повертання керованих коліс.

Кут поздовжнього нахилу шворня.

Кульові шарніри виготовляються герметичними або напівгерметичними, тому або не потребують змащування взагалі, або вимагають її набагато рідше в порівнянні з негерметичними звичайними поворотними шарнірами. До шістдесятих років шворні використовувалися переважно в підвісках вантажівок, пікапів, а також рідкісних легкових моделей, орієнтованих на роботу з великими навантаженнями або у важких дорожніх умовах — наприклад, на деяких спорткарах і позашляховиках та автомобілях: австралійських марки «Holden», радянському марки «Волга» чи німецькому «Фольксваген Жук», де вони знайшли застосування завдяки більшій живучості. Крім того, залежна передня підвіска з цільною балкою мосту практично завжди має шворні з конструктивних міркувань.
Тим не менш, термін «шворінь» продовжує вживатися, означаючи тепер вже не реальну, а конструктивну вісь повороту колеса. Наприклад у випадку підвіски на подвійних поперечних важелях це вісь, що з'єднує центри обох її кульових шарнірів.
Для ходових якостей автомобіля дуже важливу роль грає такий параметр, як поздовжній кут нахилу шворня — кастор-кут (caster angle) і кут поперечного нахилу — розвал. Додатний (як на рисунку) поздовжній кут нахилу забезпечує створення при русі авто моменту сил, що сприяє стабілізації коліс особливо на високих швидкостях і малих радіусах повороту. Великі позитивні кути нахилу використовуються у швидкісних (спортивних) автомобілях з метою підвищення курсової стійкості на великих швидкостях, а також у великих мотоциклах призначених для їзди в основному по автомагістралях. Менші значення кута використовуються в легкових автомобілях.
За таких умов нахилу шворня (як показано на малюнку), точка перетину його осі з поверхнею дороги лежить перед точкою контакту колеса з дорогою і під час руху шворінь ніби тягне колесо за собою, завдяки чому навіть у випадку тимчасового відхилення від напрямку руху швидко повертається у своє вихідне положення. Це полегшує вихід автомобіля з повороту а також запобігає повороту коліс у бік при русі по нерівній дорозі. Величина моменту стабілізації залежить від величини відрізка випередження шворня, тобто відстані, на від точки перетину осі шворня з дорогою до точки контакту шини з дорогою. Це значення вимірюється міліметрами.

## Інше
- Шворінь артилерійського передка — залізний стрижень у задній частині передка, на який надівали хобот лафета[8].

## Галерея

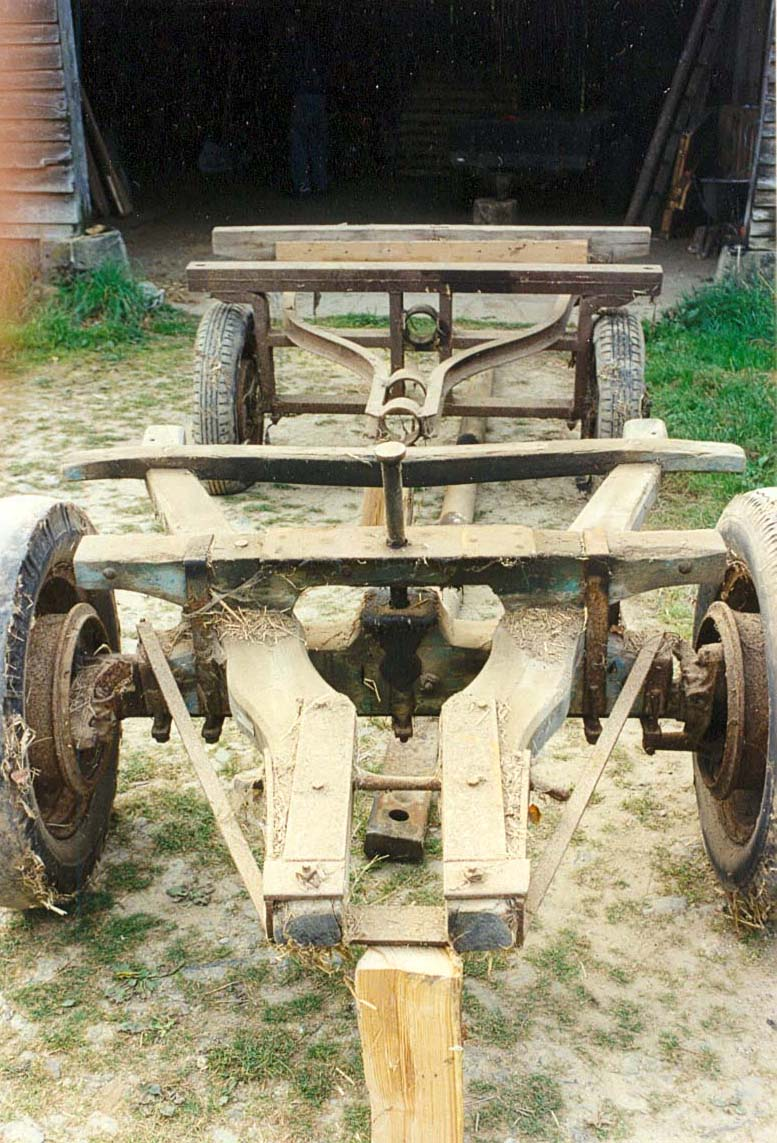
Шворінь на передньому насаді (мості) воза.
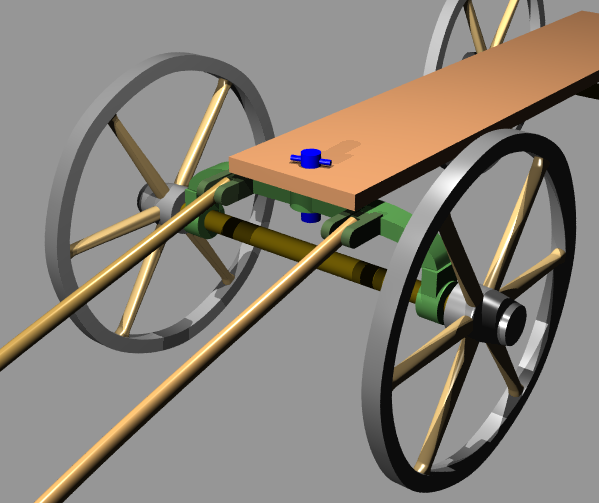
Шворінь на передній осі.
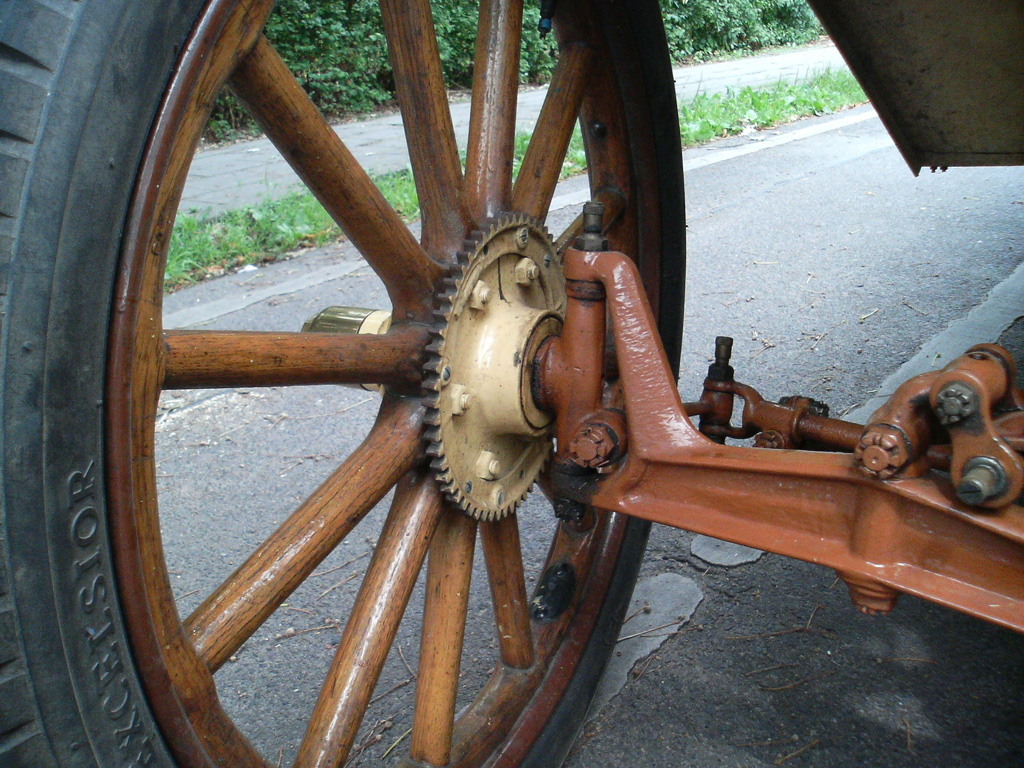
Колесо на шворні Ford Model T.